# Johannes Danielewski
Johannes Danielewski (ur. 21 grudnia 1891 w Łodzi, zm. 24 października 1932, tamże) – dziennikarz, publicysta i wydawca, działacz mniejszości niemieckiej na rzecz pojednania polsko-niemieckiego.

## Życiorys
Był synem Augusta Danielewskiego i jego żony Anny Doroty z domu Semper. Ukończył gimnazjum w Łodzi, a następnie przygotowywał się do studiów teologicznych, które przerwał w wyniku wybuchu I wojny światowej. Wówczas podjął pracę dla niemieckich władz okupujących miasto. W latach 1922–1932 pracował jako kupiec w firmie Haebler A. G. w Łodzi, należącej do barona Emila Haeblera.
Był działaczem na rzecz pojednania polsko-niemieckiego – założycielem w 1929 i prezesem (1929–1932) organizacji Deutschen Kultur- und Wirtschaftsbundes in Polen (pol. Niemieckie Stowarzyszenie Kulturalno-Gospodarcze w Polsce) – organu o charakterze pacyfistycznym, zrzeszającej kilkuset członków w Polsce, mającej na celu pojednanie polsko-niemieckie. Był publicystą i redaktorem wydawanego przez siebie w Łodzi „Deutscher Volksbote”, ukazującego się w latach 1931–1937. Na łamach czasopisma przyczynił się do ujawnienia afery związanej z finansowaniem szkolnictwa niemieckiego w Polsce przez instytucje niemieckie.

### Życie prywatne
Jego żoną była Marie Elizabeth z domu Ende.
Został pochowany w części ewangelicko-augsburskiej Starego Cmentarza w Łodzi.